# Merodon auronitens
Merodon auronitens är en tvåvingeart som beskrevs av Hurkmans 1993. Merodon auronitens ingår i släktet narcissblomflugor, och familjen blomflugor.
Artens utbredningsområde är Israel. Inga underarter finns listade i Catalogue of Life.